# Hoćevina
Hoćevina je naseljeno mjesto u općini Čajniču, Republika Srpska, BiH. Nalazi se zapadno od Hoćvskog potoka i sjeverno od Suhodanjske rijeke, nedaleko od ušća Hoćevskog potoka u Suhodanjsku rijeku. Milatkovići su jugozapadno.
Godine 1985. pripojena je naselju Milatkovićima (Sl. list SRBiH 24/85).

## Stanovništvo
| Narod     | Popis 1961. | Popis 1971. | Popis 1981. |
| --------- | ----------- | ----------- | ----------- |
| Hrvati    |             |             |             |
| Muslimani | 36          | 40          | 30          |
| Srbi      | 140         | 113         | 97          |
| ostali    | 1           | 1           |             |
| Ukupno    | 177         | 154         | 127         |